# Echinolittorina placida
Echinolittorina placida là một loài ốc biển, là động vật thân mềm chân bụng sống ở biển trong họ Littorinidae.

## Phân bố
Loài này thường gặp ở:
- The Vịnh Mexico[1]